# (300160) 2006 VV126
(300160) 2006 VV126 es un asteroide perteneciente al cinturón de asteroides descubierto el 15 de noviembre de 2006 por el equipo del Spacewatch desde el Observatorio Nacional de Kitt Peak, Arizona, Estados Unidos.

## Designación y nombre
Designado provisionalmente como 2006 VV126.

## Características orbitales
2006 VV126 está situado a una distancia media del Sol de 3,120 ua, pudiendo alejarse hasta 3,452 ua y acercarse hasta 2,789 ua. Su excentricidad es 0,106 y la inclinación orbital 14,31 grados. Emplea 2013,63 días en completar una órbita alrededor del Sol.

## Características físicas
La magnitud absoluta de 2006 VV126 es 15,3. 